# Winklera patrinioides
Winklera patrinioides là một loài thực vật có hoa trong họ Cải. Loài này được Regel miêu tả khoa học đầu tiên.